# 3181 Ahnert
3181 Ahnert је астероид главног астероидног појаса чија средња удаљеност од Сунца износи 2,228 астрономских јединица (АЈ).
Апсолутна магнитуда астероида је 12,8.